# World on Fire (Daredevil)
World on Fire is de vijfde aflevering van de televisieserie Daredevil. De aflevering werd geregisseerd door Farren Blackburn en geschreven door Luke Kalteux.

## Verhaal
Claire heeft de nacht doorgebracht in het appartement van Matt, die onthult dat hij zijn eigen advocatenbureau leidt en uitlegt dat hij van plan is om Fisk uit te schakelen. Vervolgens herinnert Claire zich de naam Vladimir, die door haar ontvoerders vermeld werd.
Terwijl Vladimir bezoek krijgt van Wesley, wordt het onthoofde lijk van zijn broer Anatoly naar binnen gedragen. Wesley, die de ware toedracht weet, kijkt toe en merkt hoe Vladimir en zijn handlangers Daredevil verdenken van de moord. Vervolgens legt Fisk zijn zakenpartners Madame Gao, Leland Owlsley en Nobu uit dat de Russische broers niet langer deel uitmaken van hun organisatie omdat hij Anatoly onthoofd heeft. Maar ze hoeven niets te vrezen aangezien Vladimir denkt dat Daredevil de dader is.
In het advocatenbureau krijgen Matt, Foggy en Karen bezoek van Elena Cardenas. De Spaanstalige vrouw legt uit dat haar huisbaas Armand Tully haar op straat wil zetten omdat hij haar appartement wil verkopen. Om haar en de andere bewoners onder druk te zetten, kwamen de afgelopen enkele mannen langs die het gebouw beschadigden met een voorhamer. Matt stelt voor dat Foggy afspreekt met de advocaat van Tully, maar die blijkt aangesloten te zijn bij Landman & Zack, het advocatenbureau waar Foggy en Matt ooit stage liepen en een goed betaalde baan weigerden.
Matt brengt een bezoekje aan het politiekantoor, waar op dat ogenblik een door hem in elkaar geslagen handlanger van Vladimir ondervraagd wordt door rechercheurs Hoffman en Blake. Matt hoort dat de Rus de naam van Wilson Fisk laat vallen, waarop de twee agenten een vluchtpoging in scène zetten en de Rus doodschieten.
De advocaat van Tully blijkt Marci Stahl te zijn, een oude liefde van Foggy. Ze probeert hem te overtuigen om de zaak te laten vallen, maar de vastberaden Foggy weigert mee te werken en is ervan overtuigd dat hij de zaak kan winnen. Wanneer Foggy en Karen vervolgens een bezoekje brengen aan hun cliënte Elena Cardenas, besluiten ze haar appartement op te knappen.
De crimineel Turk Barrett heeft informatie opgevangen die hij met Vladimir deelt. Zo is hij te weten gekomen dat een SUV met veel bloed aan is binnengebracht in een garage. De SUV is eigendom van Wilson Fisk, waardoor Vladimir nu vermoedt dat hij samenwerkt met Daredevil en ook verantwoordelijk is voor de moord op zijn broer.
Fisk heeft inmiddels een nieuwe afspraak met Vanessa. Hij heeft voor de gelegenheid een restaurant afgehuurd en Wesley de beste wijn laten kiezen. Maar ze is nog steeds op haar hoede, zo blijkt dat ze in haar handtas een klein vuurwapen verborgen heeft. Fisk weet haar echter te overtuigen van zijn goede intenties, waarop ze haar wapen aan hem afstaat. Om te illustreren wat hij met de stad van plan is, laat hij in de verte enkele gebouwen ontploffen.
Eén van de ontploffingen reikt tot het appartement van Elena Cardenas, waardoor Foggy, Karen en hun cliënte gewond raken. Een andere explosie vindt plaats in de schuilplaats van Vladimir en zijn handlangers. Zowel Daredevil, die net aan de schuilplaats was gearriveerd, als Vladimir raakt gewond maar weet de ontploffing te overleven. Wanneer Daredevil de Rus vervolgens wil uitschakelen, wordt hij onderbroken door de politie.

## Cast
- Charlie Cox – Matt Murdock / Daredevil
- Deborah Ann Woll – Karen Page
- Elden Henson – Foggy Nelson
- Vincent D'Onofrio – Wilson Fisk
- Rosario Dawson – Claire Temple
- Nikolai Nikolaeff – Vladimir Ranskahov
- Rob Morgan – Turk Barrett
- Amy Rutberg – Marci Stahl
- Ayelet Zurer – Vanessa Marianna
- Toby Leonard Moore – James Wesley
- Judith Delgado – Elena Cardenas
- Chris Tardio – Detective Blake
- Daryl Edwards – Detective Hoffman

## Titelverklaring
Claire vraagt zich af of Matt een beeld van zijn omgeving kan vormen met hetgeen hij hoort en voelt. Matt legt uit dat zijn wereld eruitziet als een impressionistisch schilderij. Dat ziet er volgens hem uit alsof "de wereld in in vuur en vlam" staat.
De titel kan ook verwijzen naar de vele explosies aan het einde van de aflevering. Wanneer Wilson Fisk en Vanessa de stad overschouwen, zien ze een wereld in vuur en vlam.

## Verwijzingen naar andere Marvel-verhalen
- In het politiekantoor hangt aan de muur een foto van stripauteur Stan Lee, de bedenker van onder meer Daredevil en Spider-Man. Hij is ook bekend van zijn cameo's in film- en televisieproducties van Marvel.